# Hugues Roger (lekkoatleta)
Hugues Roger (ur. 20 lub 21 października 1940) – francuski lekkoatleta, sprinter.
Specjalizował się w biegu na 400 metrów. Wystąpił w nim na mistrzostwach Europy w 1971 w Helsinkach, ale odpadł w eliminacjach.
Na igrzyskach olimpijskich w 1976 w Montrealu wystąpił w sztafecie 4 × 400 metrów, która w składzie: Roger, Daniel Vélasques, Francis Kerbiriou i Hector Llatser odpadła w eliminacjach.
Był brązowym medalistą mistrzostw Francji w biegu na 400 metrów w 1971.
Jego rekord życiowy w biegu na 400 metrów wynosił 46,7 s (25 lipca 1971 w Colombes), a przy pomiarze automatycznym 46,91 s (27 czerwca 1976 w Villeneuve-d’Ascq).